# 南塘町
南塘町（なんとうちょう）は、青森県弘前市の地名。郵便番号は036-8212。2017年6月1日現在の人口は134人、世帯数は94世帯。

## 地理
当地内を寺沢川が流れる住宅地で、弘前大学医学部の裏手に位置することからアパートや下宿が多く見られる。町域の西部から北部にかけて在府町、北部は相良町、東部は桶屋町、南部から西部にかけて新寺町、南部は北新寺町・新寺町新割町に接する。

## 沿革
- 1985年以降 - 周囲の町から分離し、成立。

## 施設

### 教育
- ひろだい保育園
- 弘前大学医学部会館
- 脳神経血管病態研究施設

## 小・中学校の学区
市立小・中学校に通う場合、学区は以下の通りとなる。
| 大字   | 番・番地 | 小学校               | 中学校             |
| ------ | -------- | -------------------- | ------------------ |
| 南塘町 | 一部     | 弘前市立朝陽小学校   | 弘前市立第四中学校 |
| 南塘町 | 一部     | 弘前市立桔梗野小学校 | 弘前市立第四中学校 |

## 交通
- 弘南バス
  - 新寺町（宮園団地 - 南高校線）停留所。
    - 青森県道28号岩崎西目屋弘前線沿いに位置し、南高校線のみの停車。

  - 新寺町（弘前駅 - 金属団地・桜ヶ丘線）停留所。